# Phyllichthys sejunctus
Phyllichthys sejunctus är en fiskart som beskrevs av Whitley, 1935. Phyllichthys sejunctus ingår i släktet Phyllichthys och familjen tungefiskar. Inga underarter finns listade i Catalogue of Life.